# 500 øer
500 øer er en dansk dokumentarfilm fra 1970 instrueret af Douglas Warth efter eget manuskript.

## Handling
En tur gennem Danmarks mest almindelige turistattraktioner.
Turistfilm produceret til udlandet.